# Sünser Spitze
Sünser Spitze är en bergstopp i Österrike.   Den ligger i distriktet Dornbirn och förbundslandet Vorarlberg, i den västra delen av landet, 500 km väster om huvudstaden Wien. Toppen på Sünser Spitze är 2 062 meter över havet, eller 576 meter över den omgivande terrängen. Bredden vid basen är 21,5 km. Sünser Spitze ligger vid sjön Sünser See. Den ingår i Kanisfluh.
Terrängen runt Sünser Spitze är bergig åt sydost, men åt nordväst är den kuperad. Runt Sünser Spitze är det ganska glesbefolkat, med 47 invånare per kvadratkilometer.. Närmaste större samhälle är Dornbirn, 14,2 km nordväst om Sünser Spitze. 
Trakten runt Sünser Spitze består i huvudsak av gräsmarker.